# Oggetti non stellari nella costellazione dei Gemelli
Principali Oggetti non stellari visibili nella costellazione dei Gemelli.

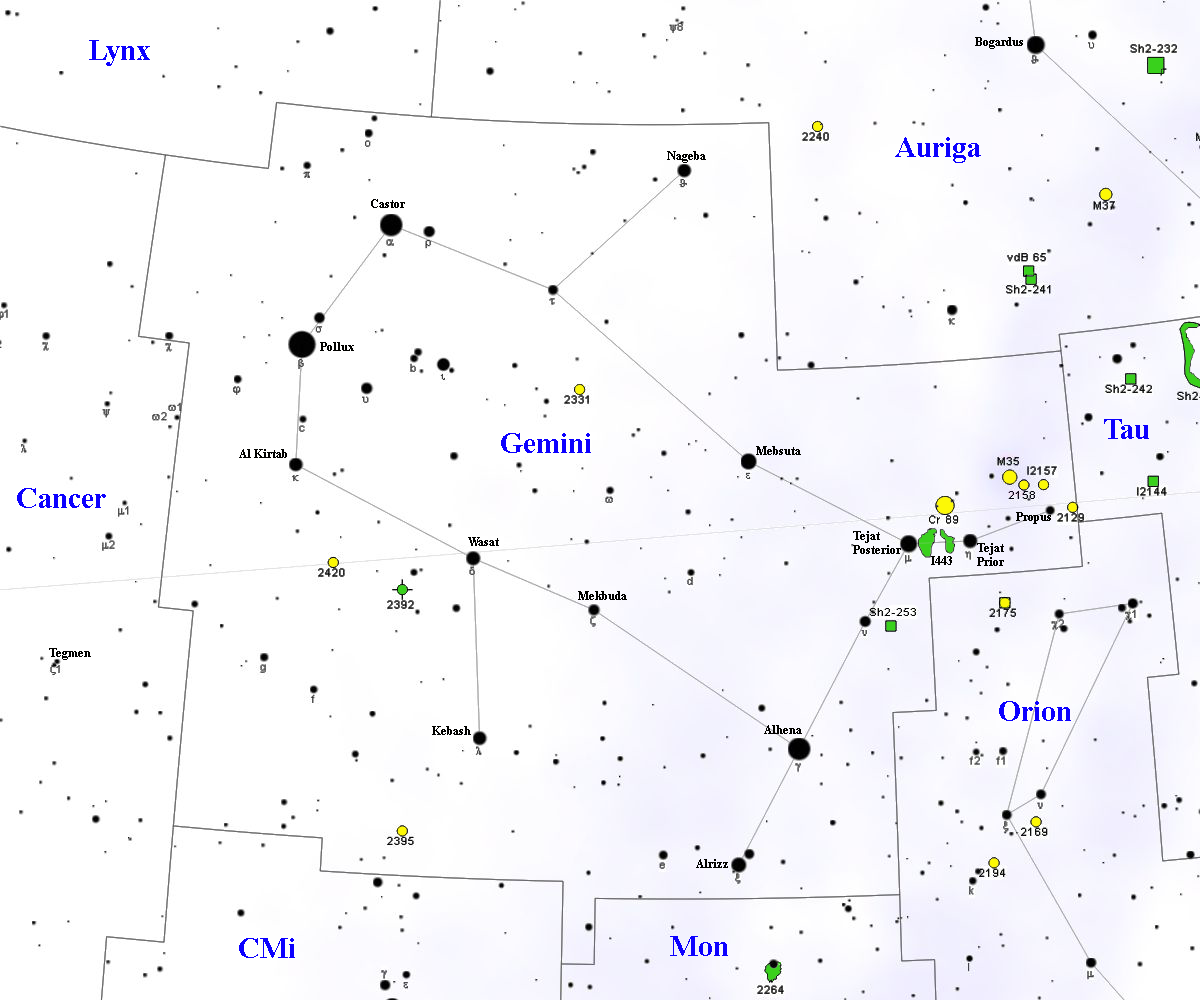
Mappa della costellazione dei Gemelli.

## Ammassi aperti
- IC 2157
- M35
- NGC 2158
- NGC 2266
- NGC 2331
- NGC 2355
- NGC 2395
- NGC 2420

## Nebulose planetarie
- NGC 2371
- Abell 21
- Nebulosa Eschimese

## Nebulose diffuse
- IC 443
- Complesso nebuloso molecolare di Gemini OB1
- Sh2-247
- Sh2-249
- Sh2-253
- vdB 75

## Galassie
- NGC 2274
- NGC 2275
- NGC 2288
- NGC 2289
- NGC 2290
- NGC 2291
- NGC 2294
- NGC 2333
- NGC 2339
- NGC 2341
- NGC 2342
- NGC 2357
- NGC 2365
- NGC 2370
- NGC 2373
- NGC 2375
- NGC 2376
- NGC 2379
- NGC 2385
- NGC 2388
- NGC 2389
- NGC 2393
- NGC 2398
- NGC 2405
- NGC 2406
- NGC 2407
- NGC 2410
- NGC 2411
- NGC 2415
- NGC 2418
- NGC 2435
- NGC 2449
- NGC 2450
- NGC 2454
- NGC 2480
- NGC 2481
- NGC 2486
- NGC 2487
- NGC 2490
- NGC 2492
- NGC 2498

## Ammassi di galassie
- Abell 568

## Gruppi di galassie
- Gruppo di NGC 2274
- Gruppo di NGC 2410
- Gruppo di NGC 2415
- Gruppo di NGC 2487